# T-150

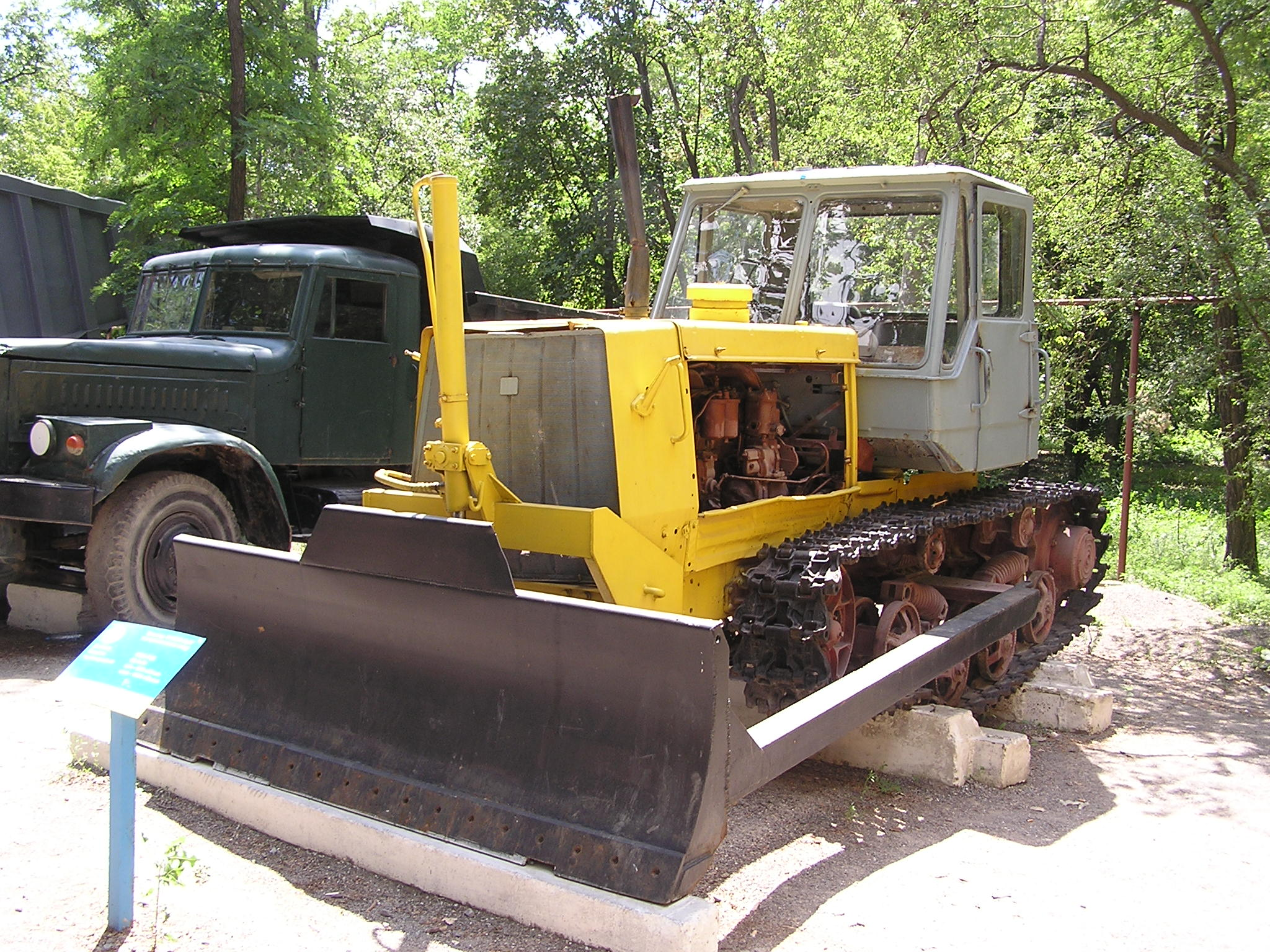
T-150

T-150(러시아어: Т-150)은 1970년 소련의 우크라이나 하르키우 트랙터 공장에서 제작된 농업용 무한궤도 트랙터이다. 기존에 비해 엔진의 동력을 2배로 높이고 작동 범위를 절반으로 늘리는 한편 높은 견인력을 통해 작업 속도를 높이고 트랙터 유닛의 성능을 향상시킨 것이 특징이다.
T-150은 디젤 엔진 SMD-60을 사용하며 V자형 6기통 엔진 터보 차지 액체 냉각 장치가 장착되어 있다. 전력은 시동 가솔린 엔진에 의해 수행되며 엔진은 전기 시동기에 의해 시동된다. SMD-60 엔진 생산이 중단된 이후에는 170hp 동력으로 작동하는 YMZ-236D3 흡인 6기통 V자형 액체 냉각 엔진이 설치되었다.
변속 장치에는 여러 가지 범위(느림, 작동, 운송, 후진)가 있으며 각 범위에는 출력 흐름을 방해하지 않고 수압식 커플링에 의해 개폐될 수 있는 기어 4개가 장착되어 있다. 트랙터가 정지하면 레인지가 전환된다. 또한 동력 인출 구동 장치가 기어박스로부터 구동된다. 2013년에는 안전 장치가 장착된 방음, 방진, 진동 방지 기능이 추가되었다.

## 사양
- 길이: 4,325 mm
- 폭: 1,850 mm
- 높이: 2,895 mm
- 휠 베이스: 1,800 mm
- 엔진: SMD-60 디젤 엔진
- 출력: 150 hp (110.3 kW)